# Macroglossum buruensis
Macroglossum buruensis là một loài bướm đêm thuộc họ Sphingidae, chi Macroglossum.